# Арташес II
Арташе́с II (арм. Արտաշես Բ) — царь Великой Армении. Сын Артавазда II. Представитель династии Арташесидов.
После смерти своего отца Арташес II с целью отомщения решает казнить всех римских солдат, которые в то время находились в Армении. Этим шагом армянская страна фактически объявила о своей независимости от Рима.
Армянский монарх укрепляет государство, осуществляя умелую внешнюю и внутреннюю политику. Власть Арташеса растёт и в Атрпатакан-Марастане, царя которого он берёт в плен. На драме Арташеса изображён титул «царь царей».
Римляне не хотели уступать этому положению. Они не могли сразу войти в Армению, но окружили её своими союзниками. После некоторой подготовки император Август попытался поставить на армянский трон проримского правителя. По его приказу полководец Нерон с большой армией пошёл на Армению. Его сопровождал брат Арташеса Тигран, воспитанный в Риме, который и должен был взойти на трон. В результате заговора Арташес был убит. Вероятно, заговор против Арташеса и его убийство было организовано римлянами. Таким образом Армения лишилась сильного правителя, после гибели которого начинается упадок древнеармянского государства династии Арташесидов.